# Selaginella scalmophylla
Selaginella scalmophylla är en mosslummerväxtart som beskrevs av Valdespino. Selaginella scalmophylla ingår i släktet mosslumrar, och familjen mosslummerväxter. Inga underarter finns listade i Catalogue of Life.